# Пол Гоффман (веслувальник)
Пол Гоффман (англ. Paul Hoffman, 21 квітня 1946) — американський академічний веслувальник.
Срібний призер Олімпійських Ігор 1972 року в складі вісімки, учасник 1968 року.
Срібний призер Чемпіонату Європи 1967 року в складі вісімки.